# Cortinarius orellanus
Cortinarius orellanus (Elias Magnus Fries, 1838) sin. Cortinarius rutilans (Lucien Quélet, 1898), Dermocybe orellana (Elias Magnus Fries ex Adalbert Ricken, 1915), este o specie de ciuperci otrăvitoare care face parte din încrengătura Basidiomycota, în ordinul Agaricales, familia Cortinariaceae și genul Cortinarius. Denumirea populară a speciei este pălăria nebunului sau cortinaria de munte. Alături de Cortinarius rubellus sin. speciosissimus și de Amanita phalloides este una din cele mai otrăvitoare ciuperci cunoscute, fiind absolut mortală chiar și în cazul consumului de numai 30 de grame de materie crudă.

## Apariție
Acest Cortinarius coabitează cu diverse foioase, rareori cu conifere, fiind un simbiont micoriza (formează micorize pe rădăcinile arborilor). În România, Basarabia și Bucovina de Nord se dezvoltă sub fagi, stejari, aluni și castani comestibili, preferând căldura, favorizând soluri acide și nisipoase. El poate apărea din (iulie) august până la sfârșitul lui octombrie. Trăiește în Europa, Asia și Africa nordică.

## Taxonomie
Numele binomial și cel curent valabil (2021) a fost determinat de către renumitul savant suedez Elias Magnus Fries în cartea sa Epicrisis systematis mycologici, seu synopsis hymenomycetum din 1838, dar soiul a căzut în uitare până în anii 1950. Toate celelalte încercări de redenumire precum variațiile descrise sunt acceptate drept sinonime.
Trebuie menționat că taxonul Cortinarius rutilans a lui Lucien Quélet (1897) și Dermocybe orellana a lui Adalbert Ricken (1915) mai sunt uzate în cărți micologice până în prezent.
Epitetul specific se trage de la nefrotoxinul orelanină (C10H8O6N2), hotărât de savantul polonez Stanisław Grzymala, din cauza concentrării mari a acestui venin în ciupercă.

## Descriere

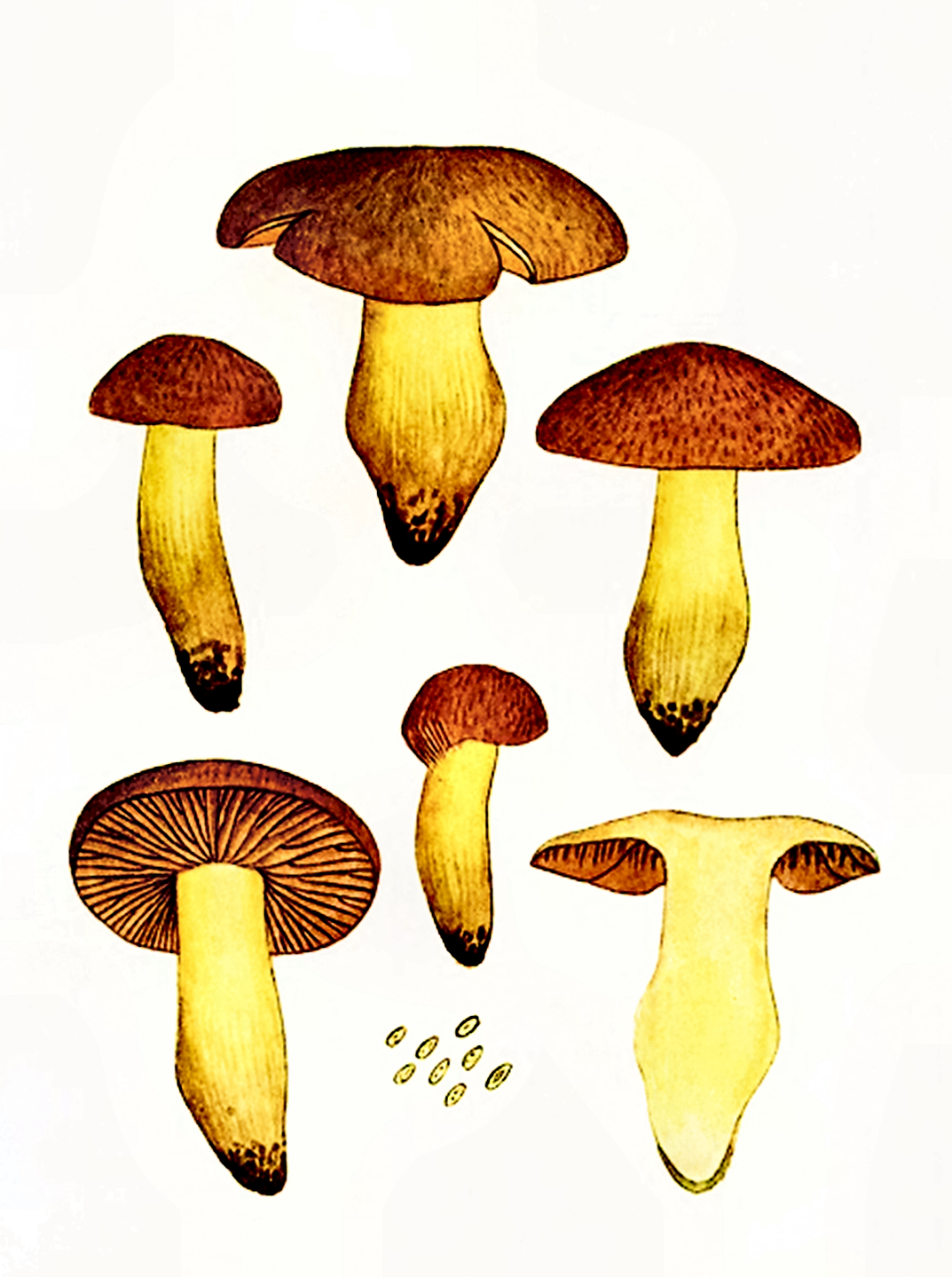
Bres.: C. orellanus

- Pălăria: fermă și puțin fibroasă cu un diametru de 3-7 (8,5) cm și cu o grosime de 1,5 cm în centru este la început conică, în formă de clopoțel cu marginea răsucită spre interior, devenind în cursul maturizării din ce în ce mai aplatizată, până când în cele din urmă este convexă și adesea cocoșată cu rupturi la marginea acum ascuțită, amintind astfel de bureți ai genului Inocybe. Cuticula este fin solzoasă dar ocazional și aspru pâsloasă, uscată, la umezeală lipicioasă până slab unsuroasă. Coloritul schimbă cu timpul de la palid portocaliu spre ruginiu. La sfârșitul dezvoltării precum prin umezeală apare maro sau brun-roșcat. La margine este aproape mereu mai deschis.
- Lamelele: sunt destul de groase, în special spre mijloc, asociate adesea foarte distanțat, intercalate și bifurcate, cu nervuri verticale, fiind ori rotunjit atașate sau ușor decurente cu un dinte la picior. Coloritul este ocru până ruginiu, după maturizarea sporilor, brun ca scorțișoara, din cauza decolorații acestora. Cortina vălului parțial în tinerețe este gălbui și numai slab pronunțat.
- Piciorul: solid și fibros radial cu o lungime de 4- 7 (9) cm, mai mult sau mai puțin cilindric precum puțin conic spre bază, dar nu rar cu o grosime în partea de sus de 1-1,7 (2) cm și în cea de jos de 0,8-1,2 cm, este plin pe dinăuntru, la bătrânețe uneori gol tubular. Suprafața netedă până mătăsoasă, striată vertical, are un colorit de fundal galben, spre vârf cu nuanțe portocalii, fiind spre bază mai maroniu. Nu prezintă un inel.
- Carnea: compactă și fibroasă este gălbuie până ocru închis, sub pălărie brun-roșcată, fiind repede năpădită de larvele Mycetophilidae-lor o familie din ordinul dipterelor. Mirosul slab de ridichi și gustul plăcut invită la consum.[4][5]

Nu încercați-o niciodată, deoarece ingredientele pot afecta rinichii și ficatul!
- Caracteristici microscopice: are spori ocru-gălbui, alungit elipsoidali, cu pereți ceva groși, fin verucoși și structuri apicale cristaline, cu o mărime de 8,5-12,5 x 5,5-6,5 microni. Pulberea lor este maronie. Basidiile clavate cu 4 sterigme fiecare au o dimensiune de 15-20 x 8-9 microni. Pileocistidele (elemente sterile de pe suprafața pălăriei) au hife pigmentate brun cu cleme.[10][11]
- Reacții chimice: Buretele se decolorează cu fenol brun-violet, cu Hidroxid de potasiu brun, cuticula brun-negricios, coaja piciorului brun-roșcat și carnea cu tinctură de Guaiacum încet slab verde-măsliniu.[12]

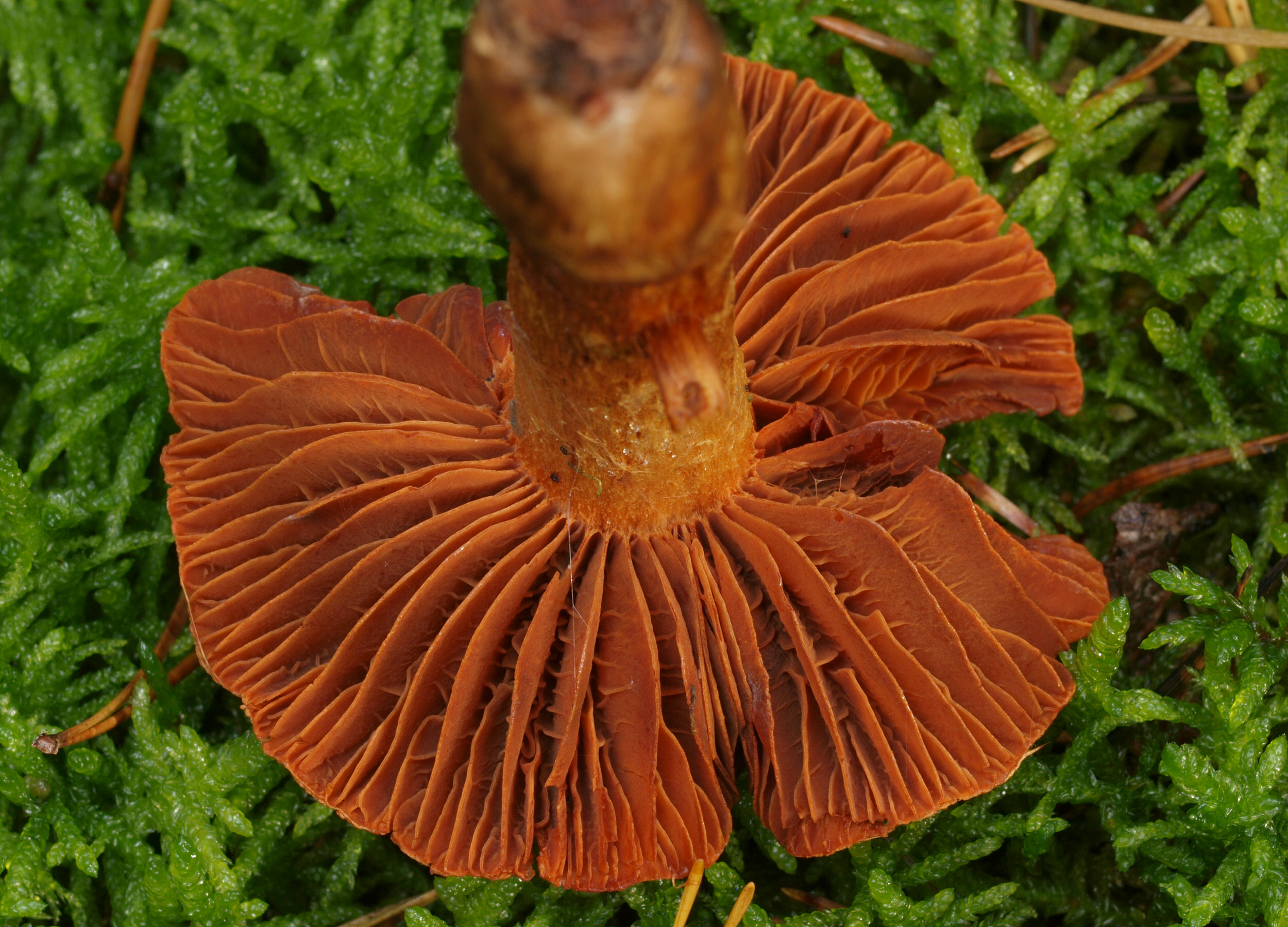
C. orellanus, lamele și picior
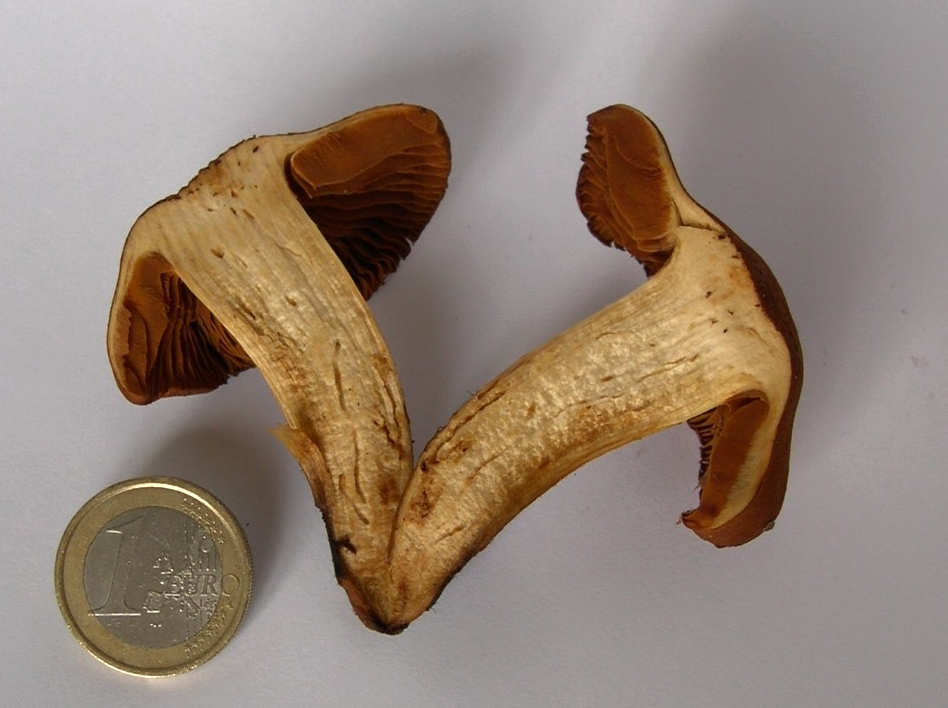
C. orellanus, secțiune longitudinală
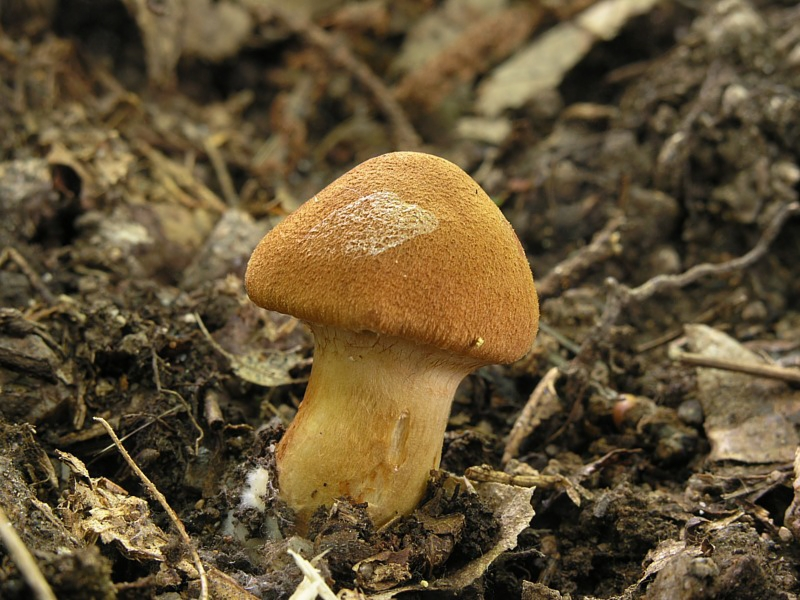
C. orellanus tânăr
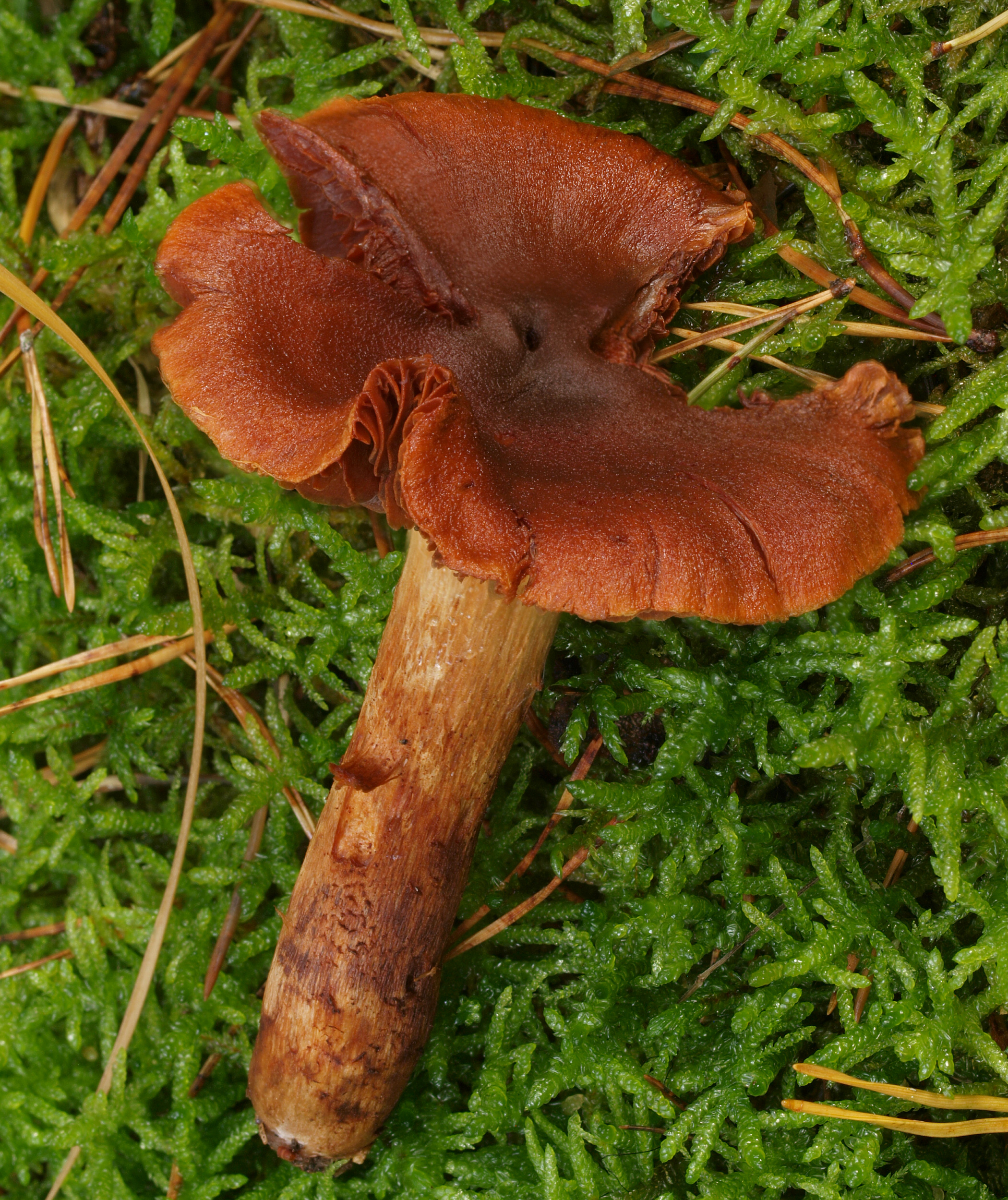
Cortinarius orellanus bătrân

## Toxicitate
După ce descrierile lui Elias Magnus Fries au fost uitate sau neglijate, astfel acest burete extrem de toxic a fost considerat comestibil până în anii 1950. Atunci, în Polonia, a avut loc o epidemie de otrăvire între anii 1952 și 1957, care a afectat mai mult de 100 de persoane, dintre care multe au murit. A fost descoperit, că toți cei afectați au mâncat ciuperci din specia Cortinarius orellanus. Savantul polonez Stanisław Grzymala a creat apoi primul raport sistematic cu privire la otrăvirea prin acest burete în anii din 1953 la 1962, enumerând 136 de cazuri. Grzymala a izolat toxina din ciupercă și a numit-o în mod logic Orellanin. Cercetările dovedesc aceeași toxicitate pentru animale ca la om. Organele cele mai grav atacate au fost în toate cazurile rinichii.
Dar orellanina nu este singura toxină activantă, în afară de aceasta sunt conținute și polipeptide (în total zece) ca de exemplu phallatoxina și amatoxina. Deosebit de rău pentru persoana respectivă îmbolnăvită este perioada de latență lungă de 3-17 zile. În acest timp, rinichii sunt ireversibil distruși. S-a dovedit că cea mai lungă perioadă de incubare a durat 162 de zile.

## Bureți similari
Familia Cortinariaceae este o familie foarte largă de ciuperci cu aparență tare diferită. Aici sunt arătate doar sorți cu caracter asemănător, între ele otrăvitoare, suspecte, comestibile sau incomestibile. Cine nu se pricepe, trebuie să evite neapărat culesul și consumul acestei specii. Cele mai multe confuzii cu ciuperci comestibile se întâmpla atunci când buretele este încă tânăr.Aici câteva exemple:
| - Chroogomphus helveticus sin. Gomphidius helveticus (comestibil), - Cortinarius balaustinus (comestibil) - Cortinarius bataillei (necomestibil) - Cortinarius bolaris (otrăvitor) - Cortinarius brunneus (otrăvitor), - Cortinarius cagei sin. Cortinarius bicolor (necomestibil), - Cortinarius callisteus (otrăvitor) - Cortinarius caninus (comestibil) - Cortinarius cinnabarinus (otrăvitor) - Cortinarius cinnamomeus (otrăvitor) - Cortinarius corrugatus (suspect) - Cortinarius cotoneus (otrăvitor) | - Cortinarius croceus (otrăvitor) - Cortinarius fasciatus (necomestibil) - Cortinarius fluminoides (comestibil) - Cortinarius gentilis (otrăvitor) - Cortinarius glaucopus (comestibil) - Cortinarius infractus (necomestibil) - Cortinarius laniger (necomestibil) - Cortinarius limonius (letal) | - Cortinarius malicorius (otrăvitor) - Cortinarius psittacinus (necunoscut) - Cortinarius rubellus (mortal) - Cortinarius rubicundulus (otrăvitor) - Cortinarius sanguineus (otrăvitor) - Cortinarius semisanguineus (otrăvitor) - Cortinarius subtortus (necomestibil) - Cortinarius uliginosus (otrăvitor), - Cortinarius xantho-ochraceus (otrăvitor) - Laccaria proxima (comestibil) |  |

## Imagini de bureți similari

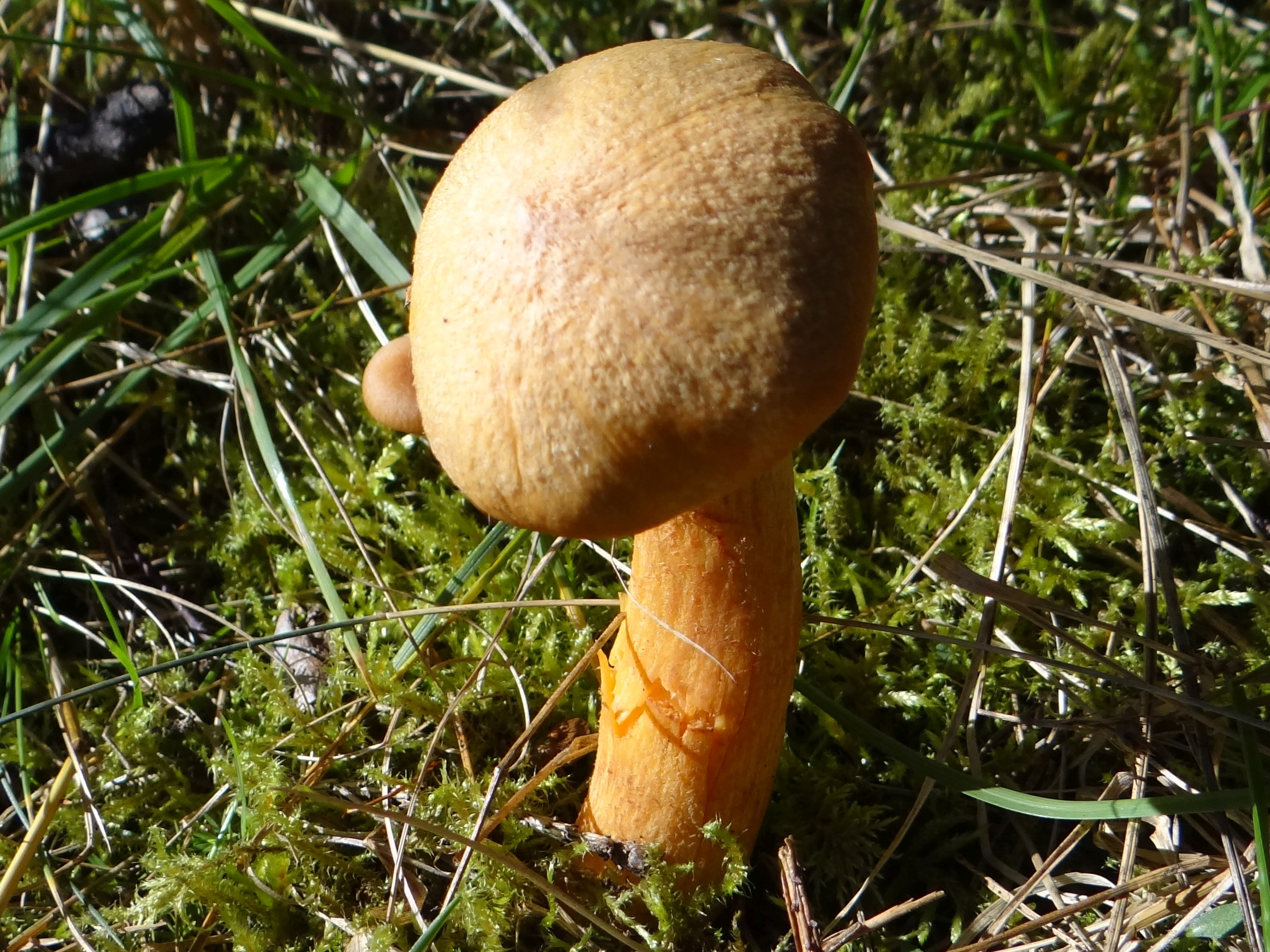
Chroogomphus helveticus
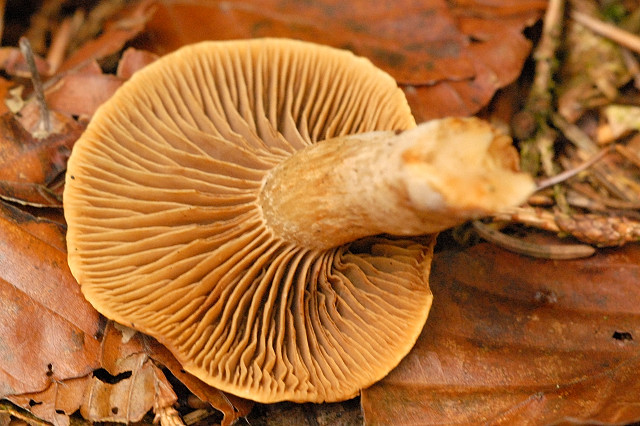
Cortinarius balaustinus
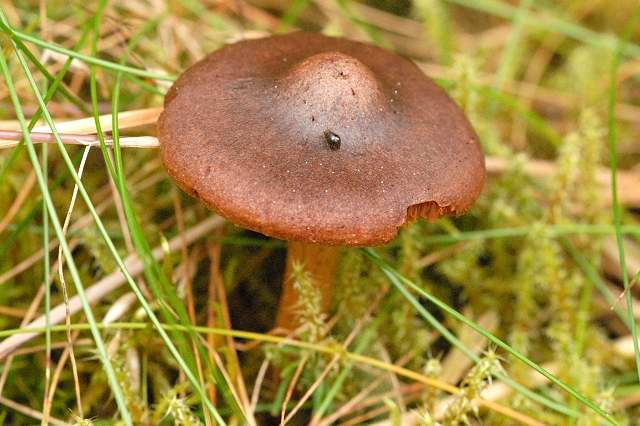
!Cortinarius.bataillei!
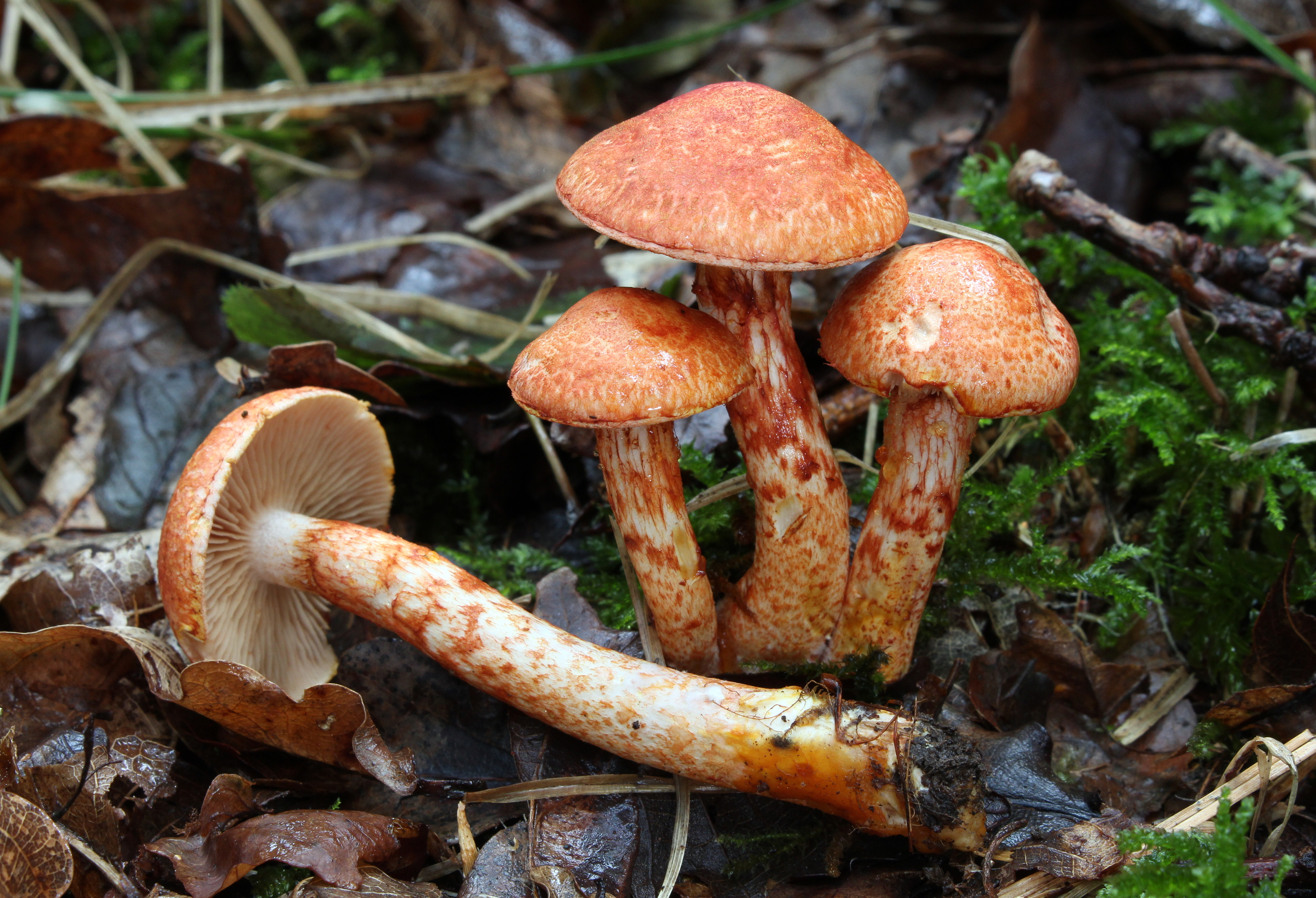
!!Cortinarius bolaris!!
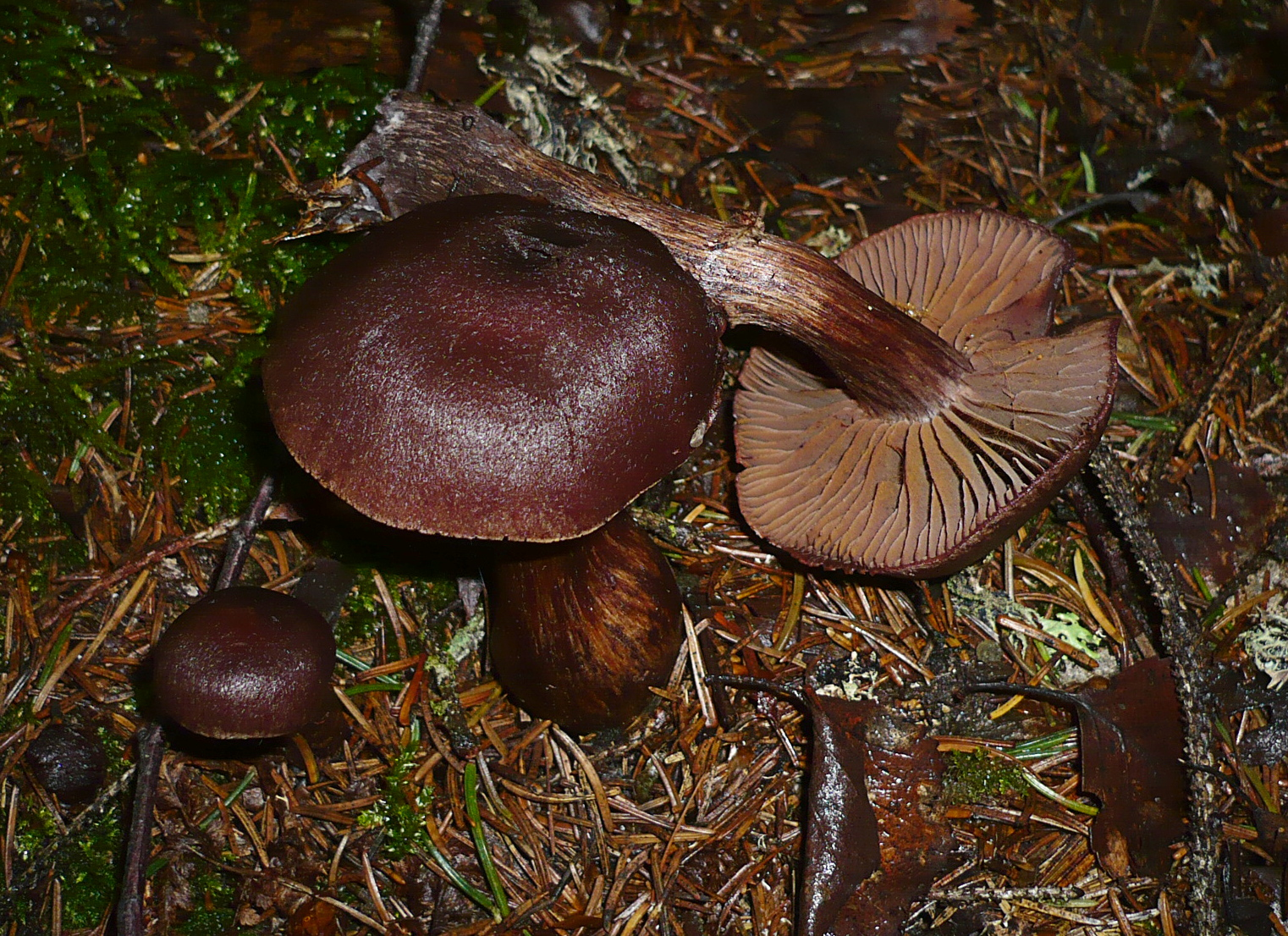
!!Cortinarius brunneus!!
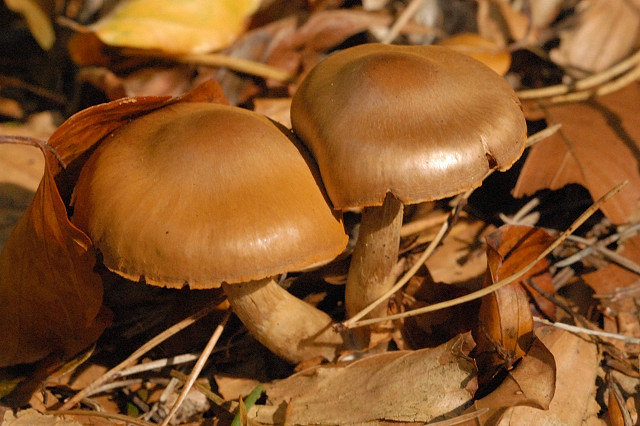
!!Cortinarius.cagei!!

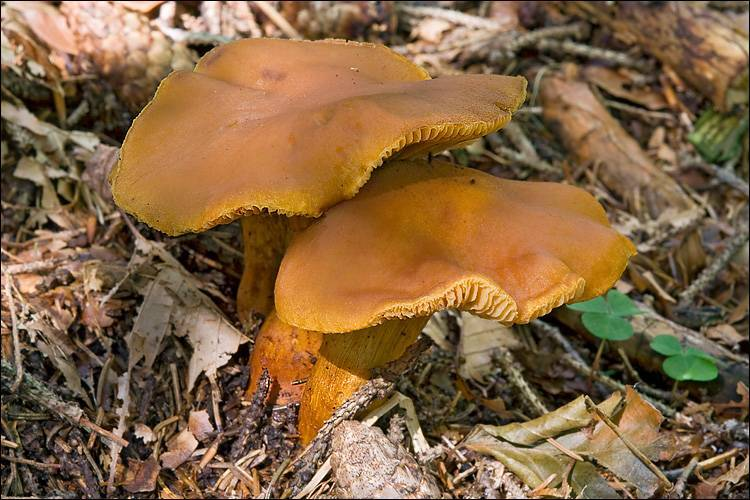
!!Cortinarius callisteus!!
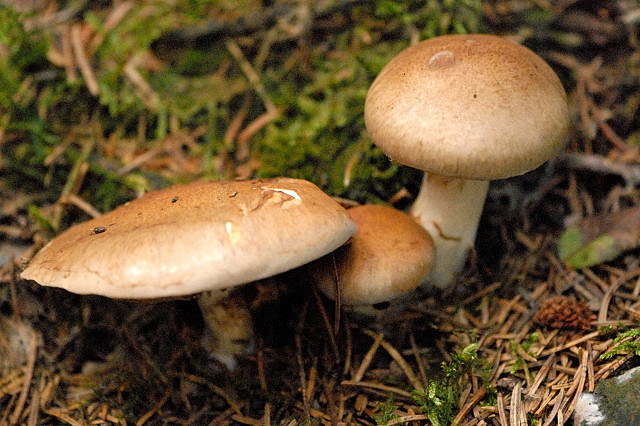
Cortinarius caninus
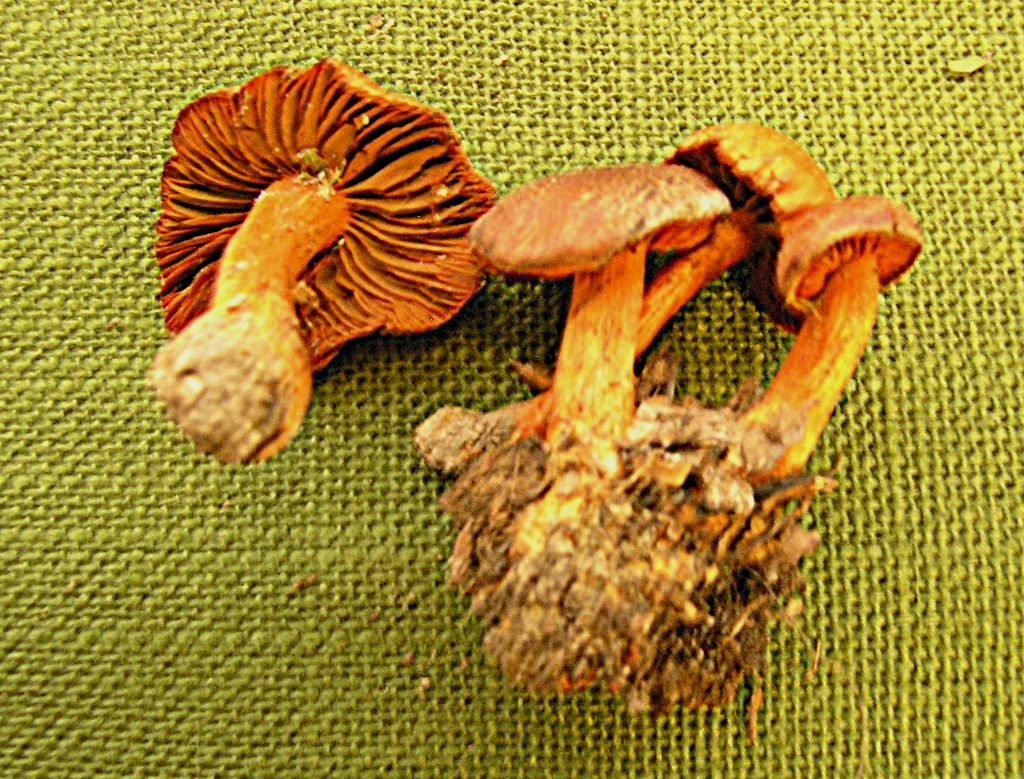
!!Cortinarius cinnabarinus!!
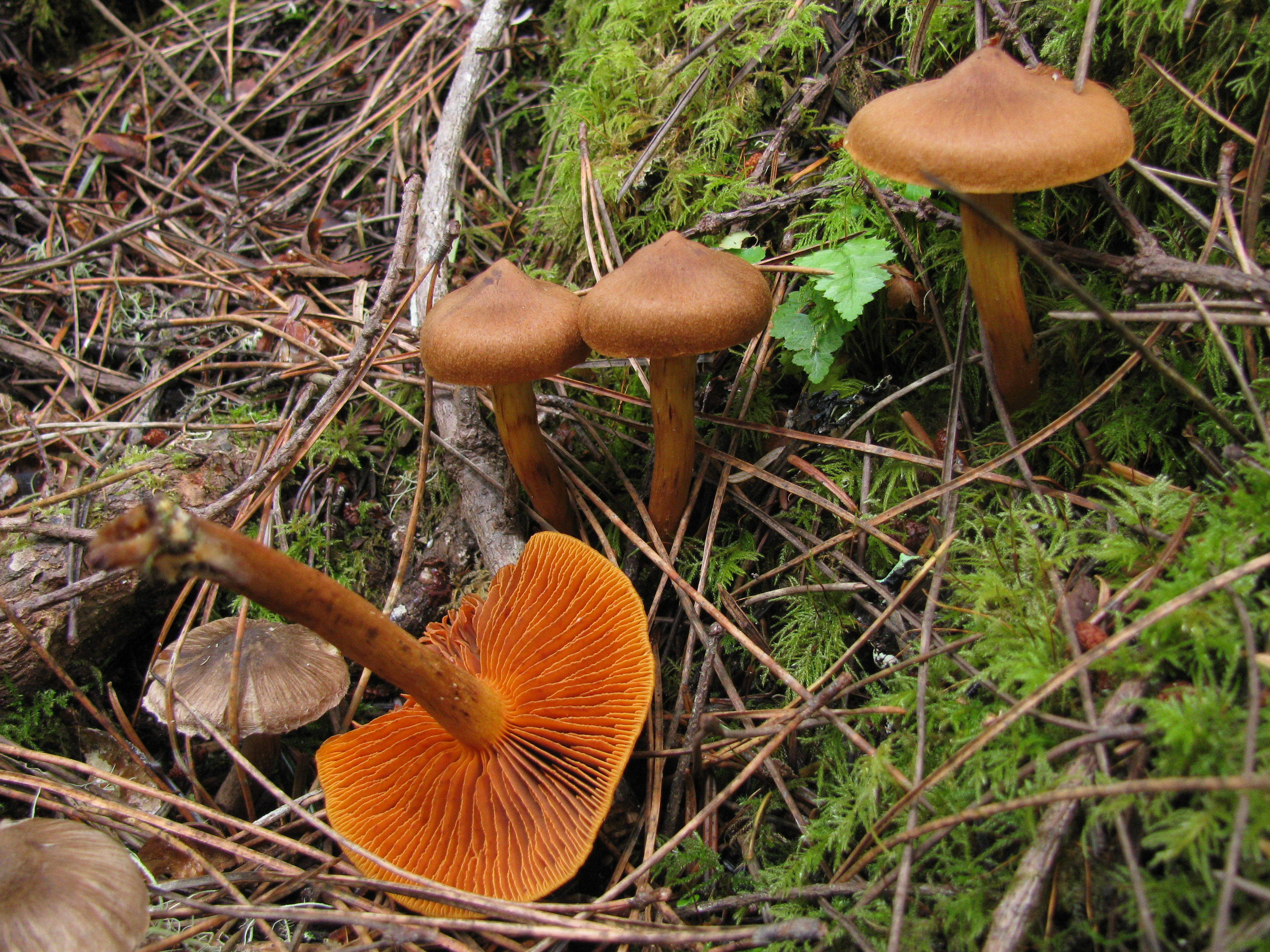
!!Cortinarius cinnamomeus!!
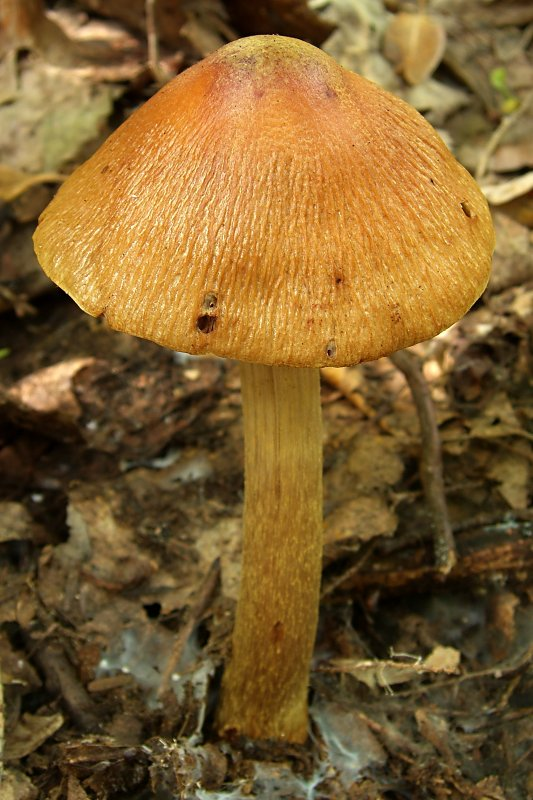
!!Cortinarius corrugatus!!
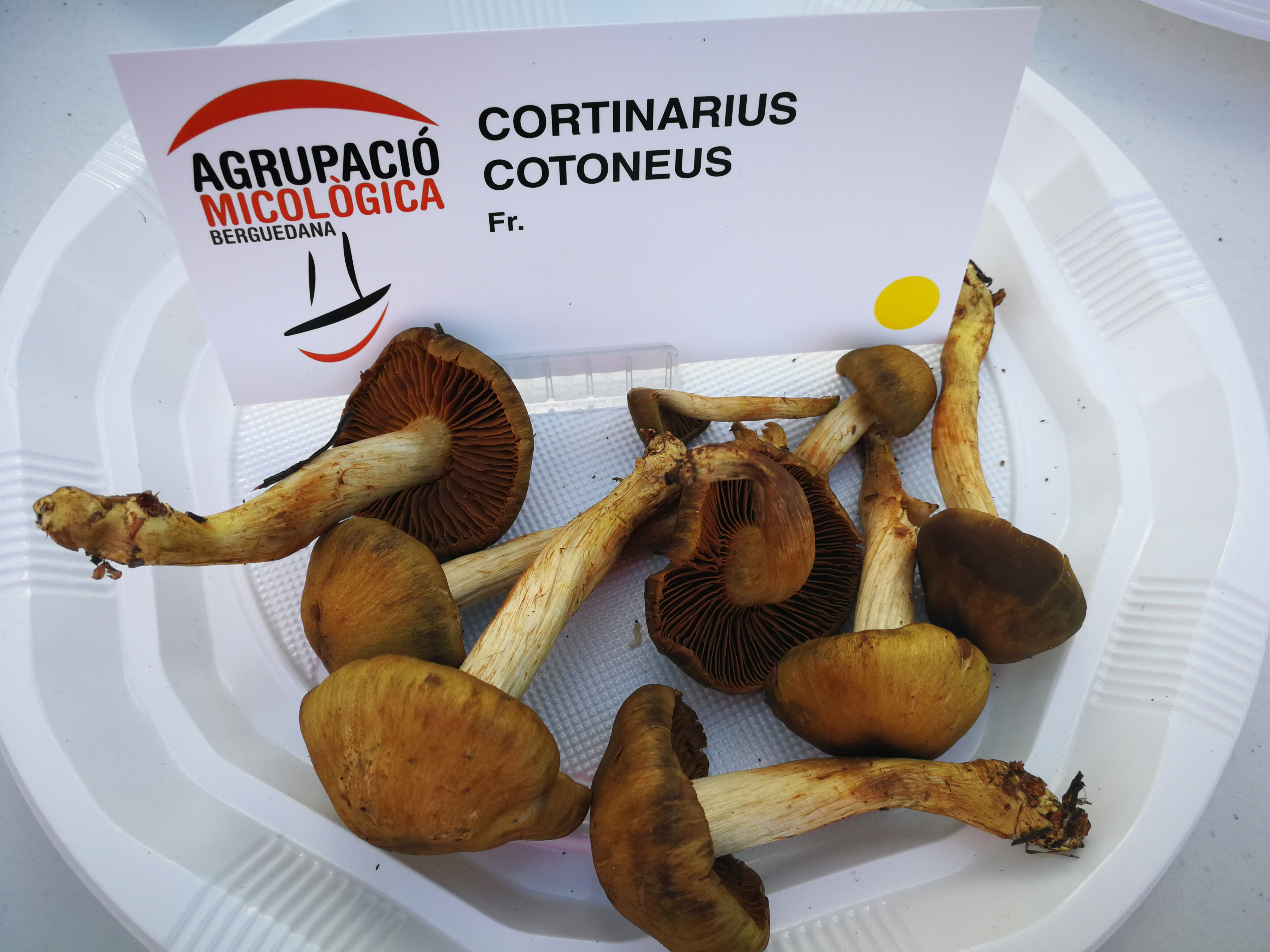
!!Cortinarius cotoneus!!

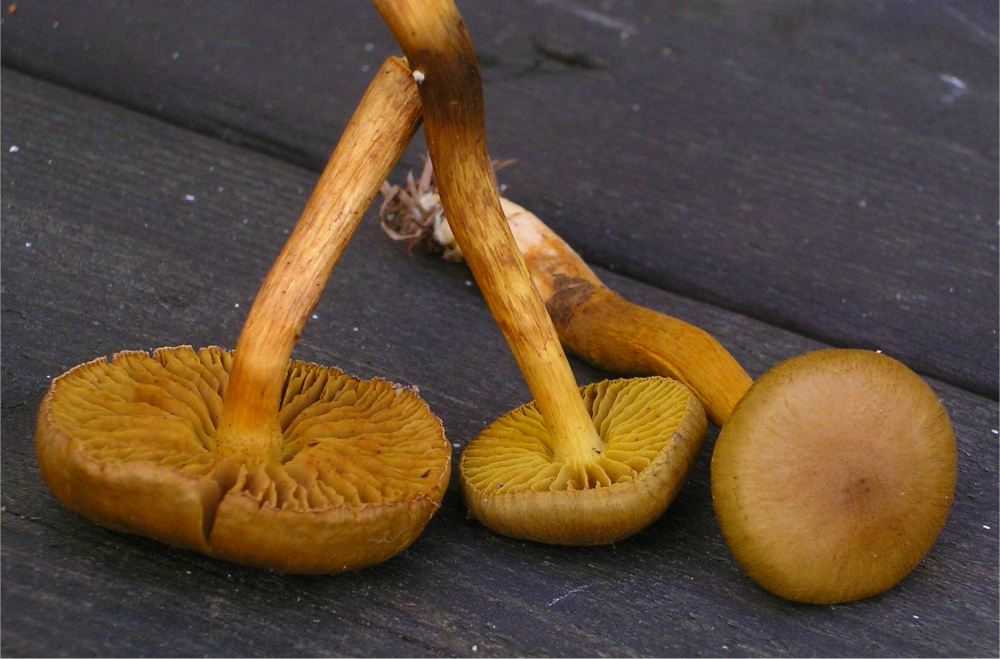
!!Cortinarius croceus!!
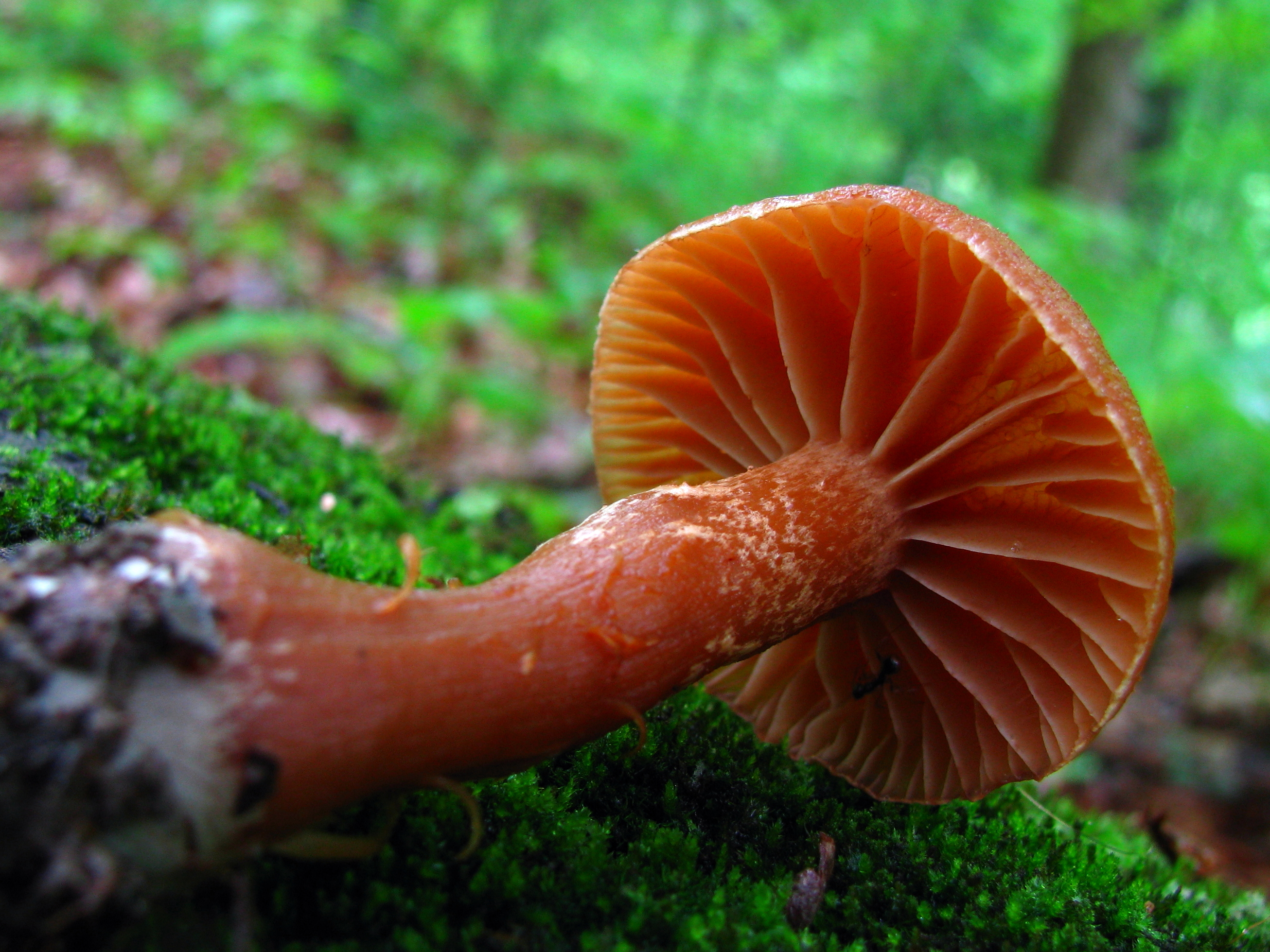
!!Cortinarius distans!!
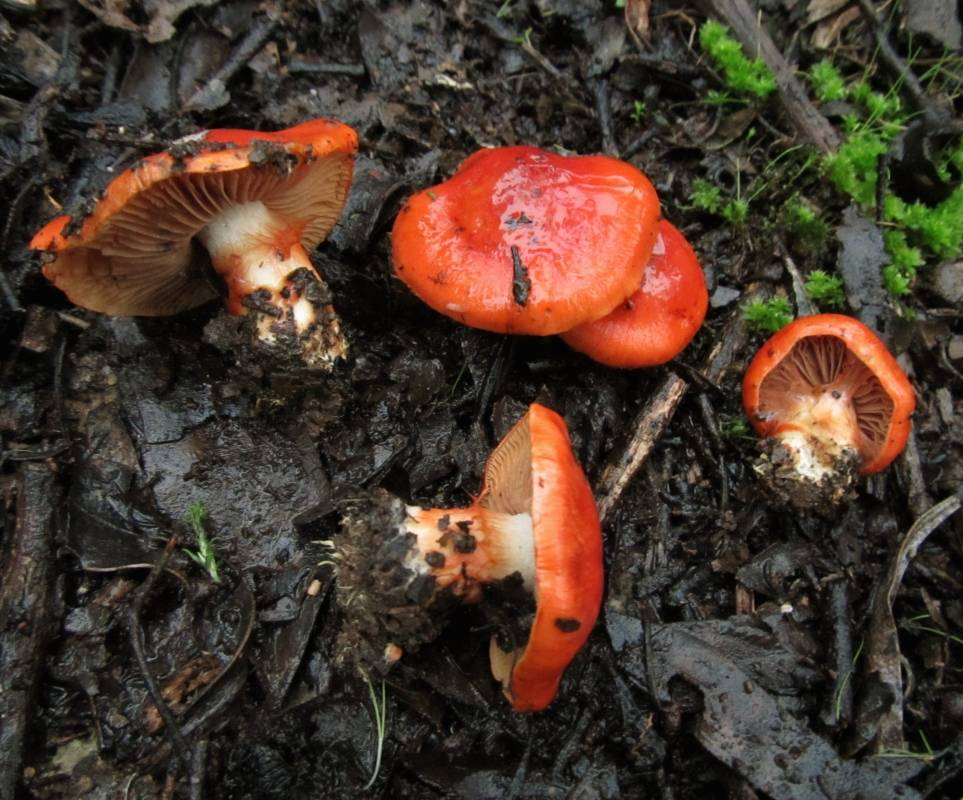
!!Cortinarius erythraeus!!
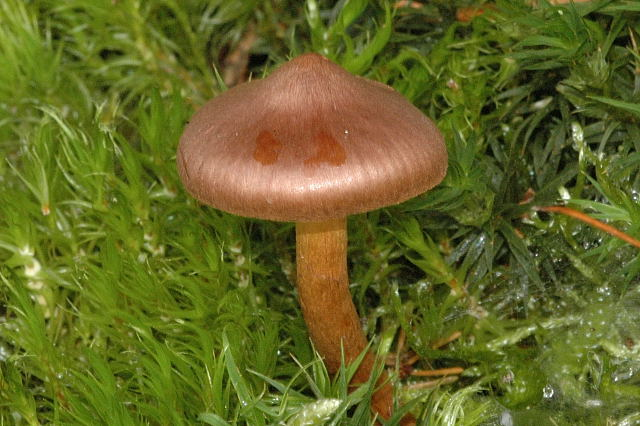
!Cortinarius fasciatus!
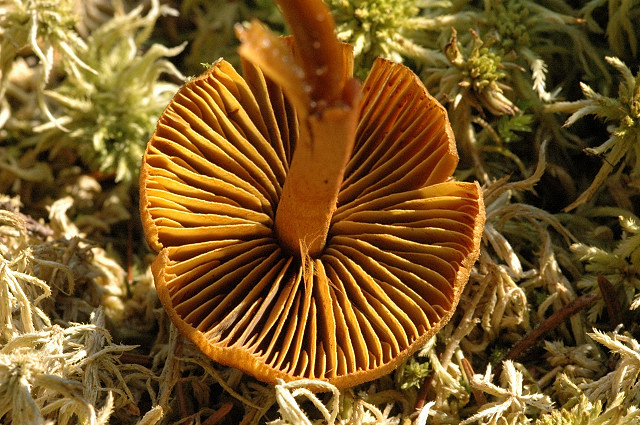
!!Cortinarius huronensis!!
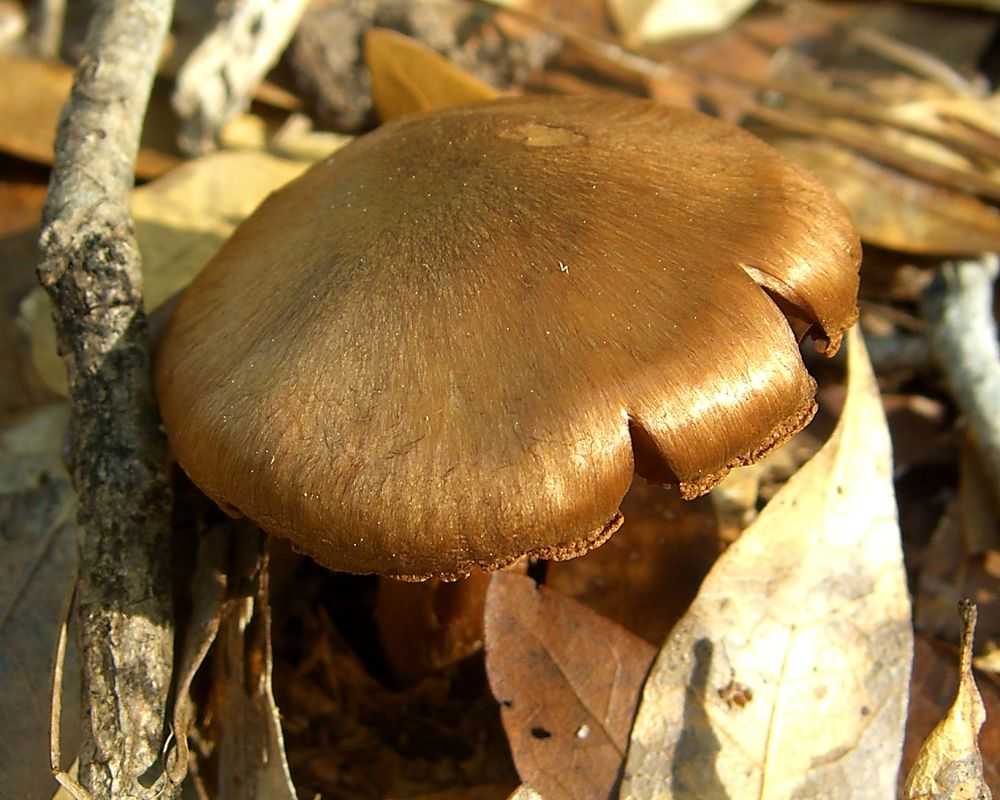
!Cortinarius laniger!

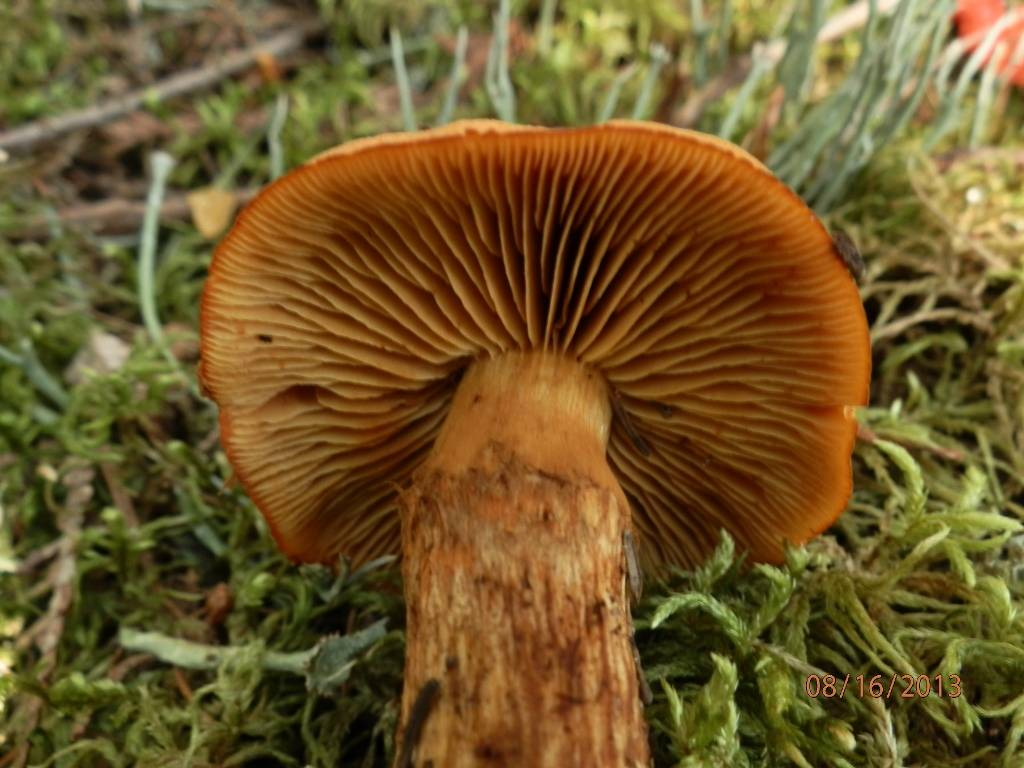
!!!Cortinarius limonius!!!
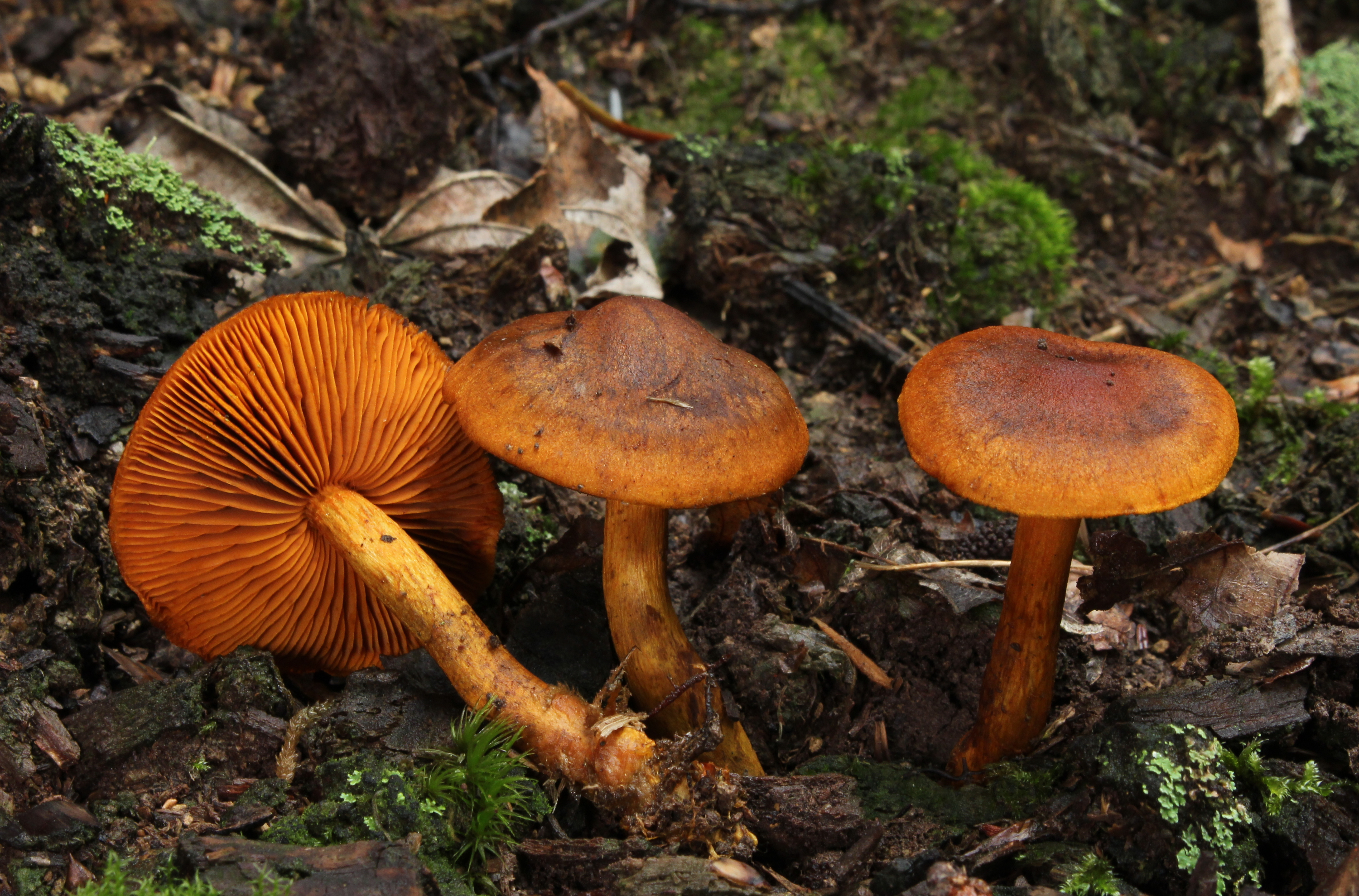
!!Cortinarius malicorius!!
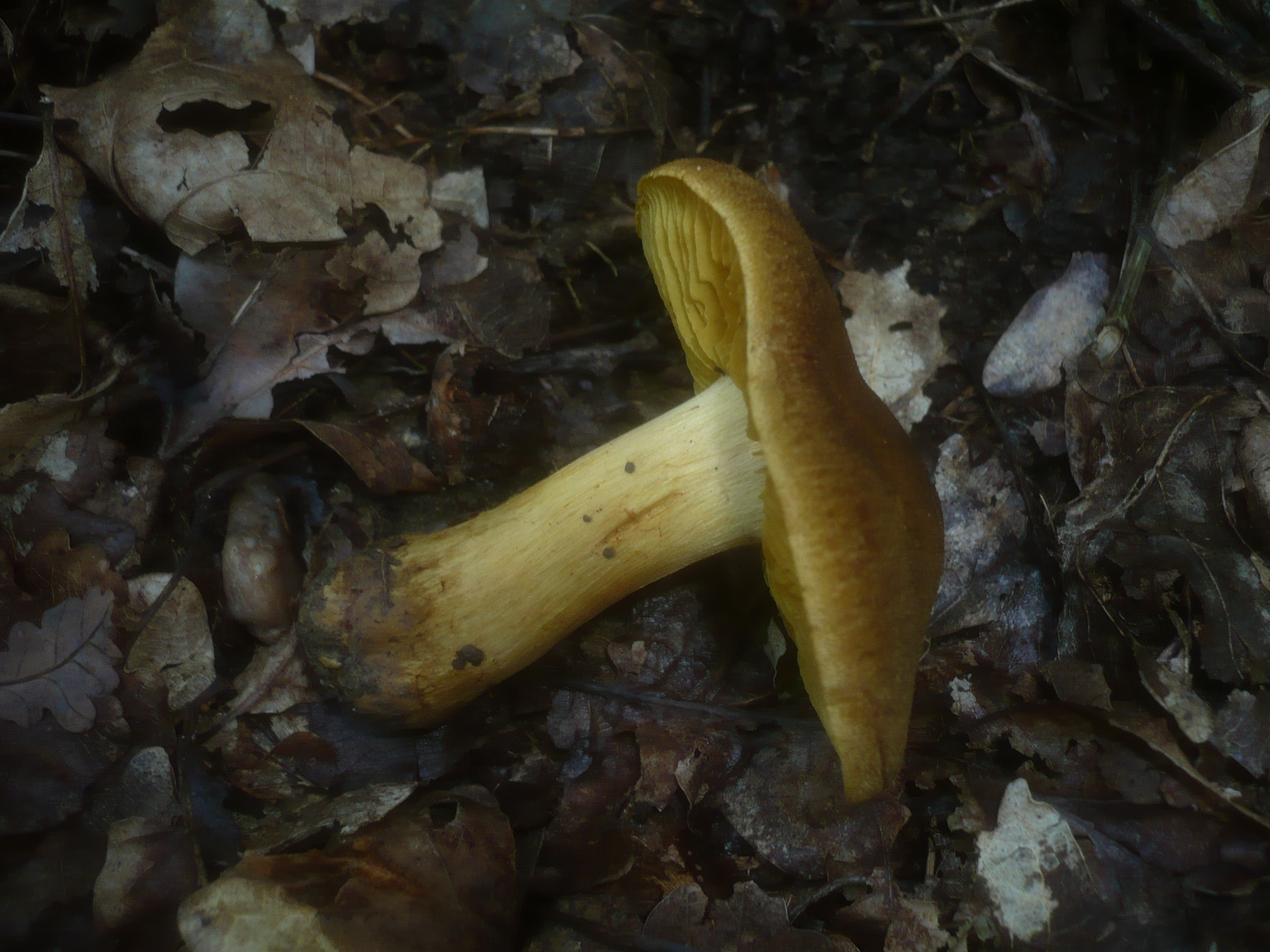
!!Cortinarius psittacinus!!
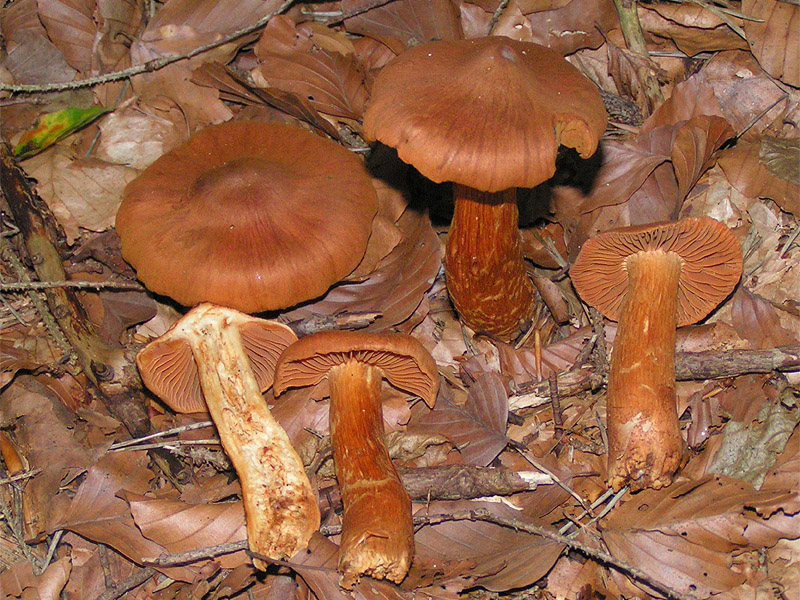
!!!Cortinarius rubellus!!!
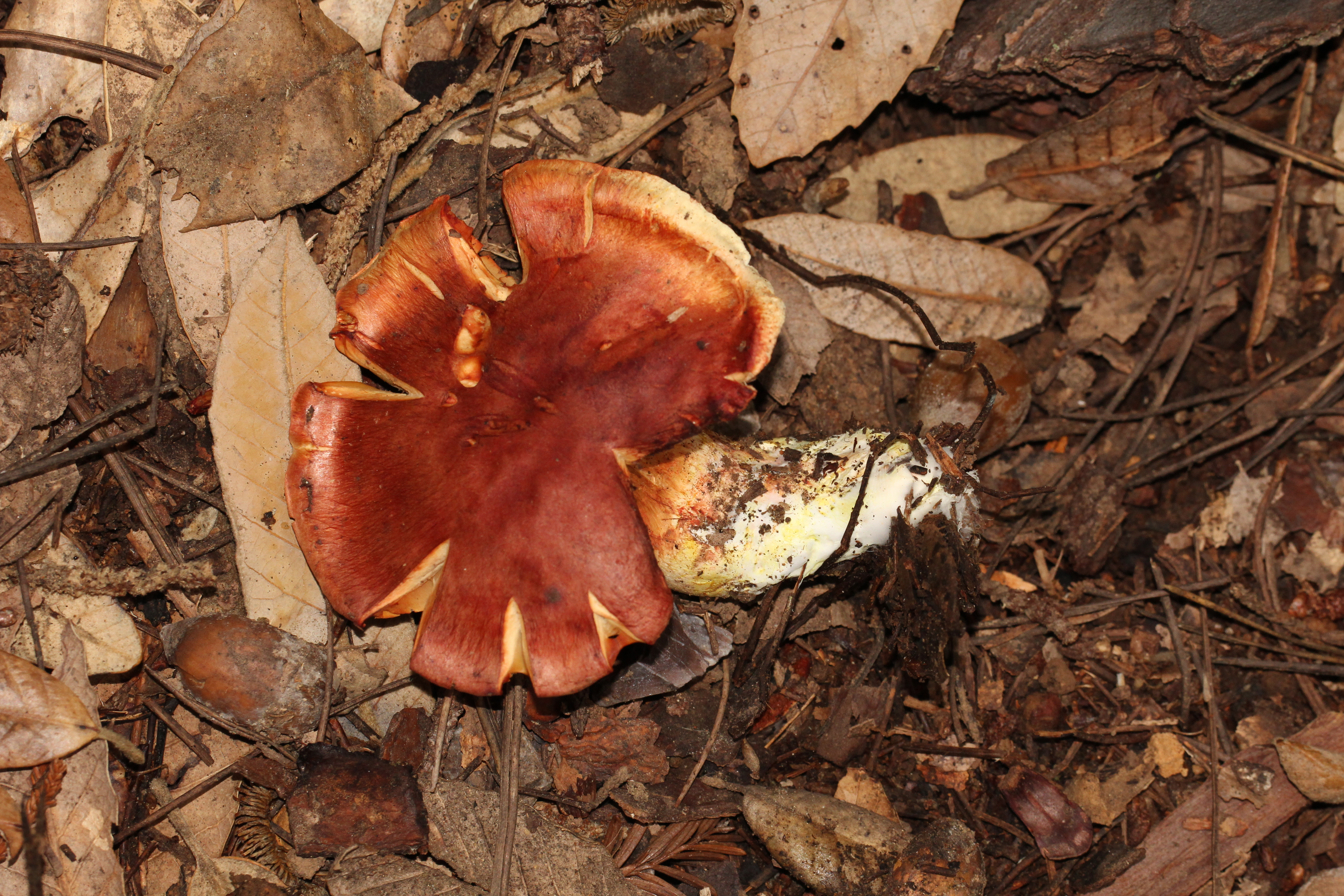
!!Cortinarius rubicundulus!!
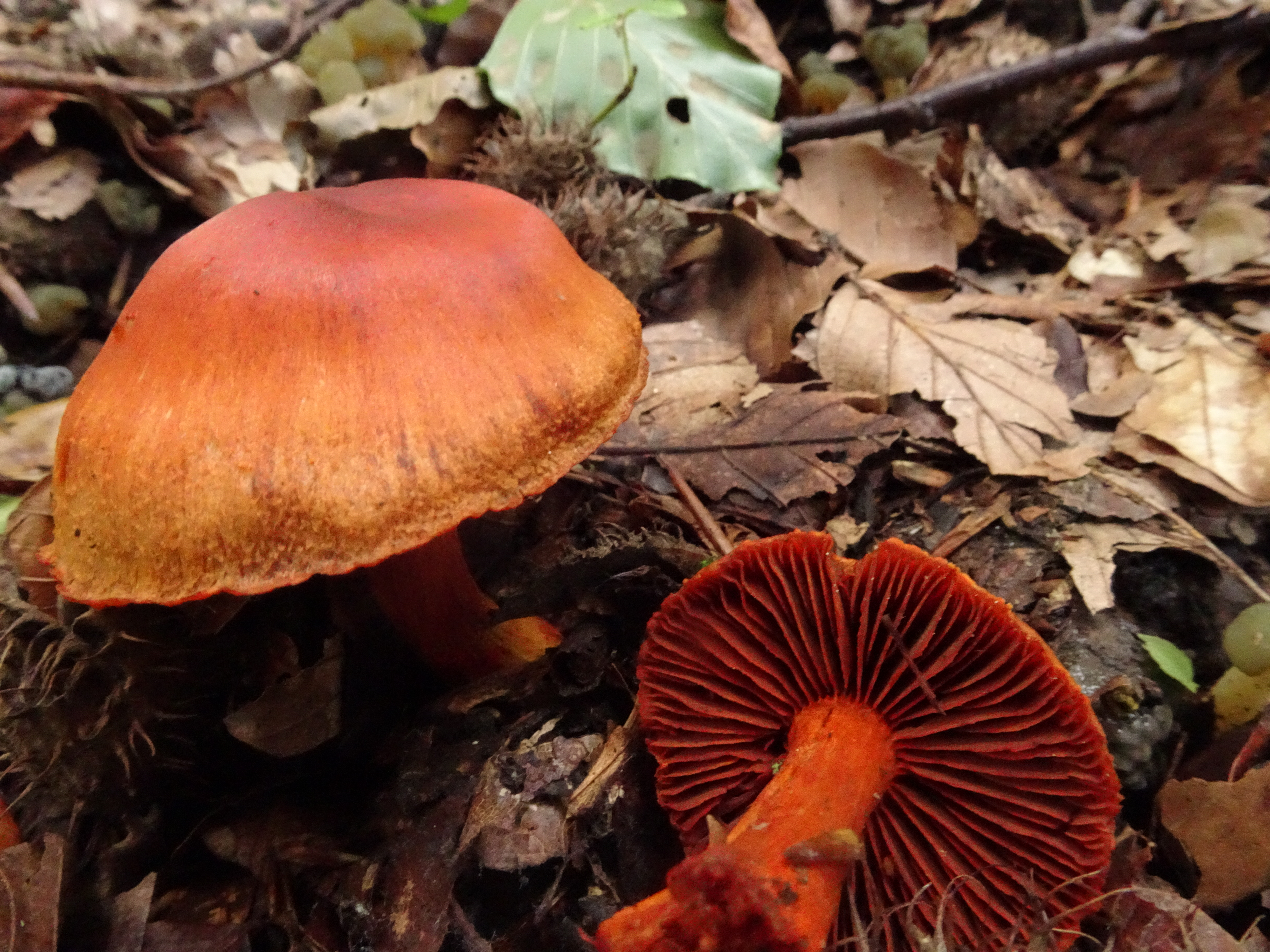
!!Cortinarius sanguineus!!

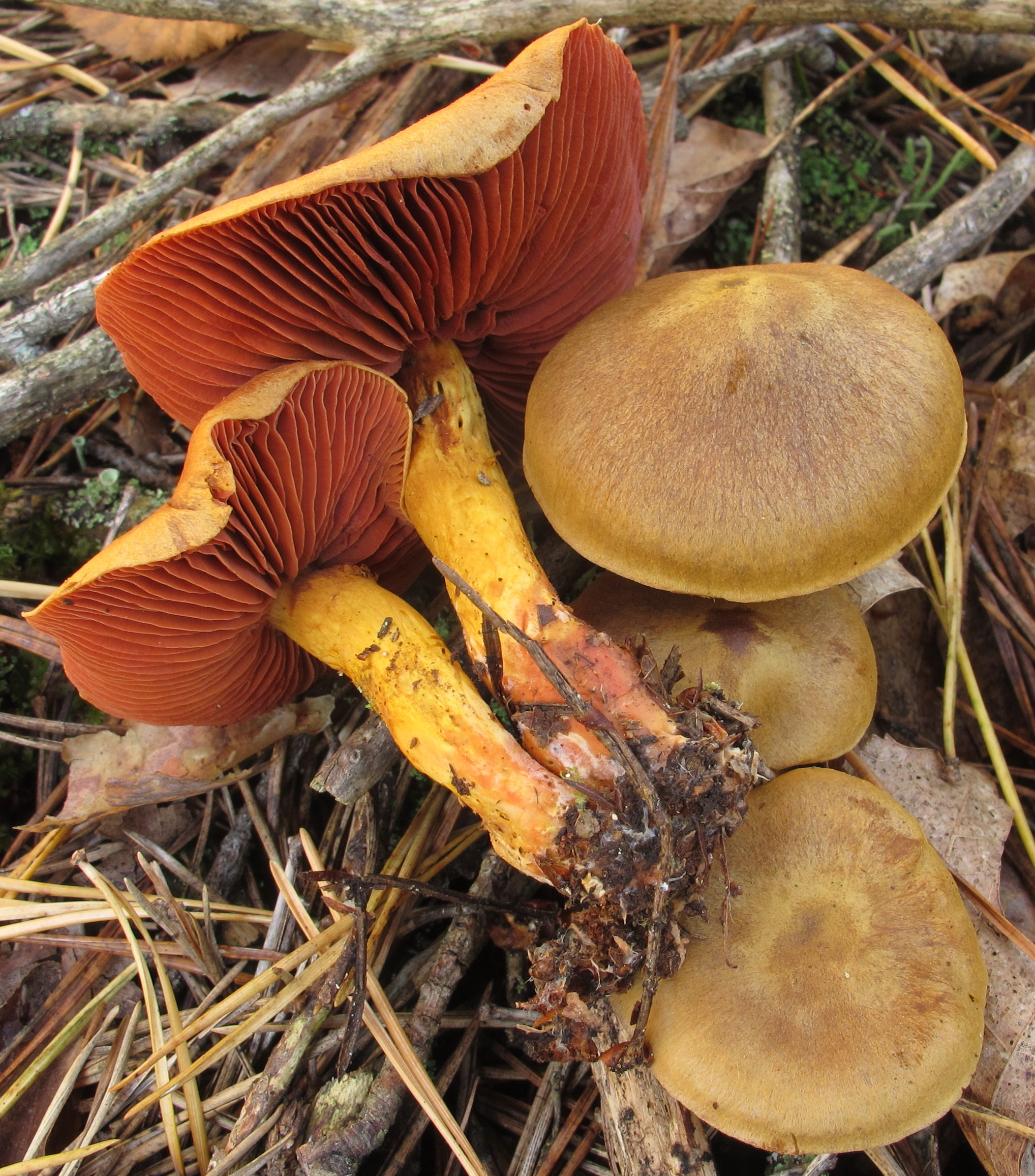
!!Cortinarius semisanguineus!!
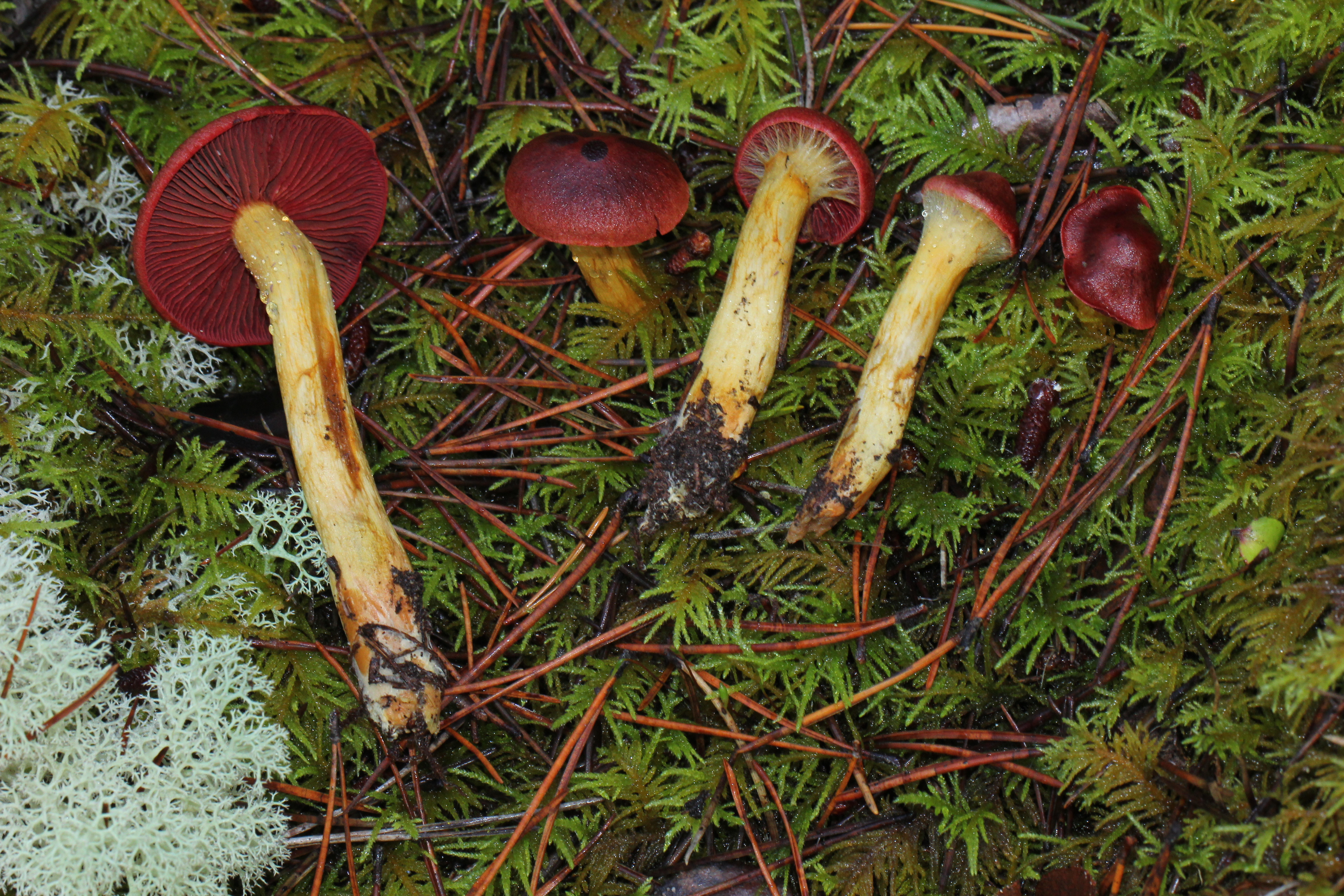
!!Cortinarius smithii!!
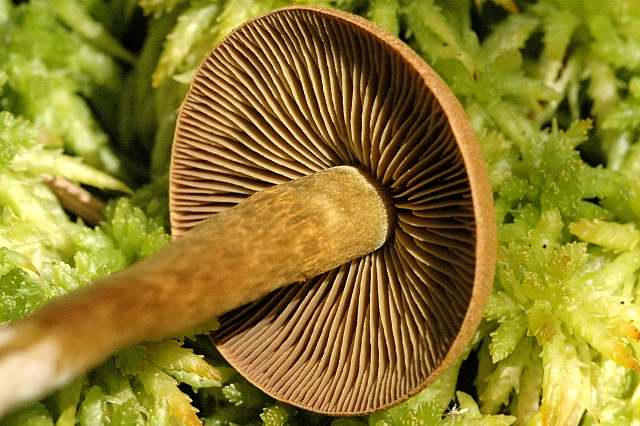
!!Cortinarius tubarius!!
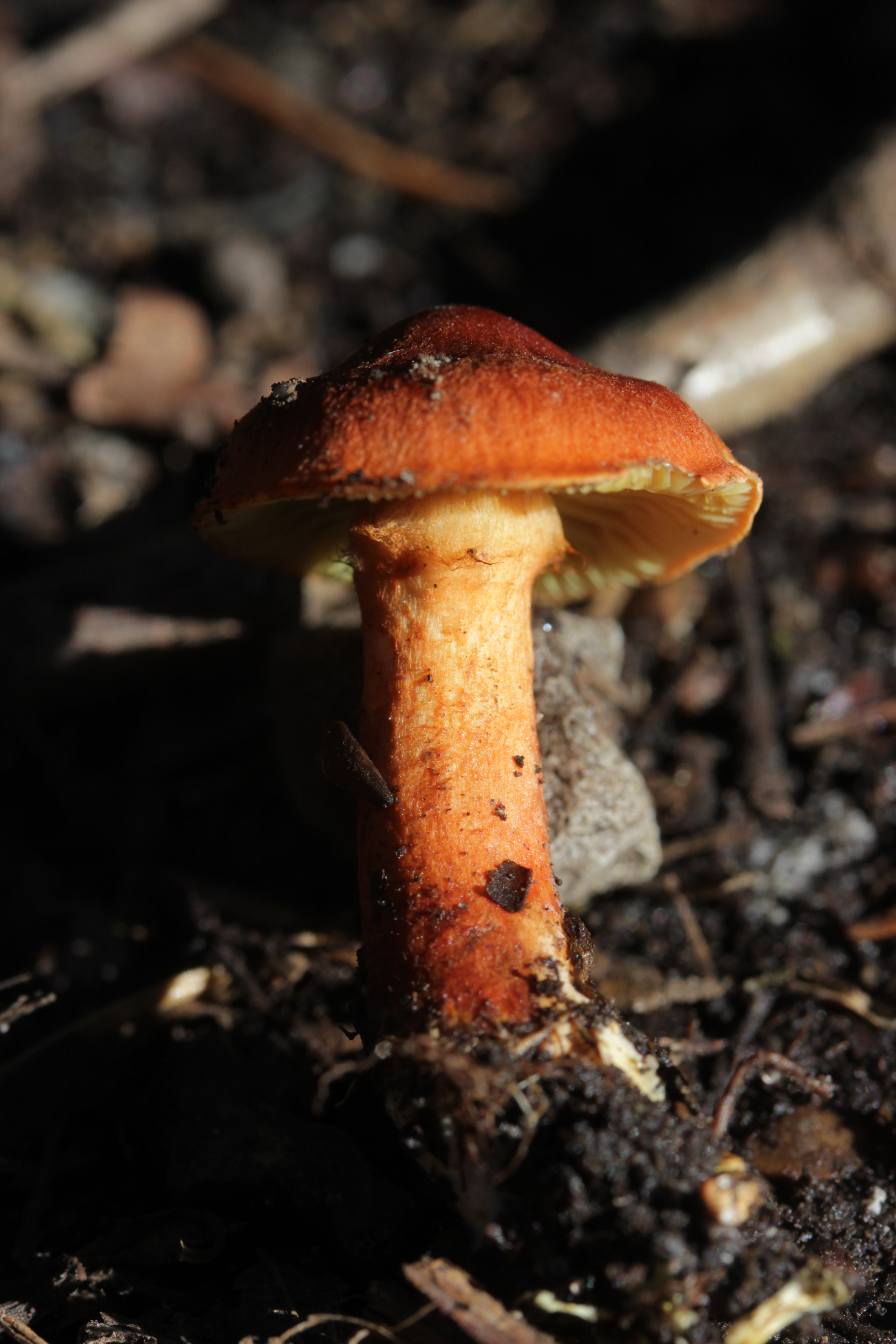
!!Cortinarius uliginosus!!
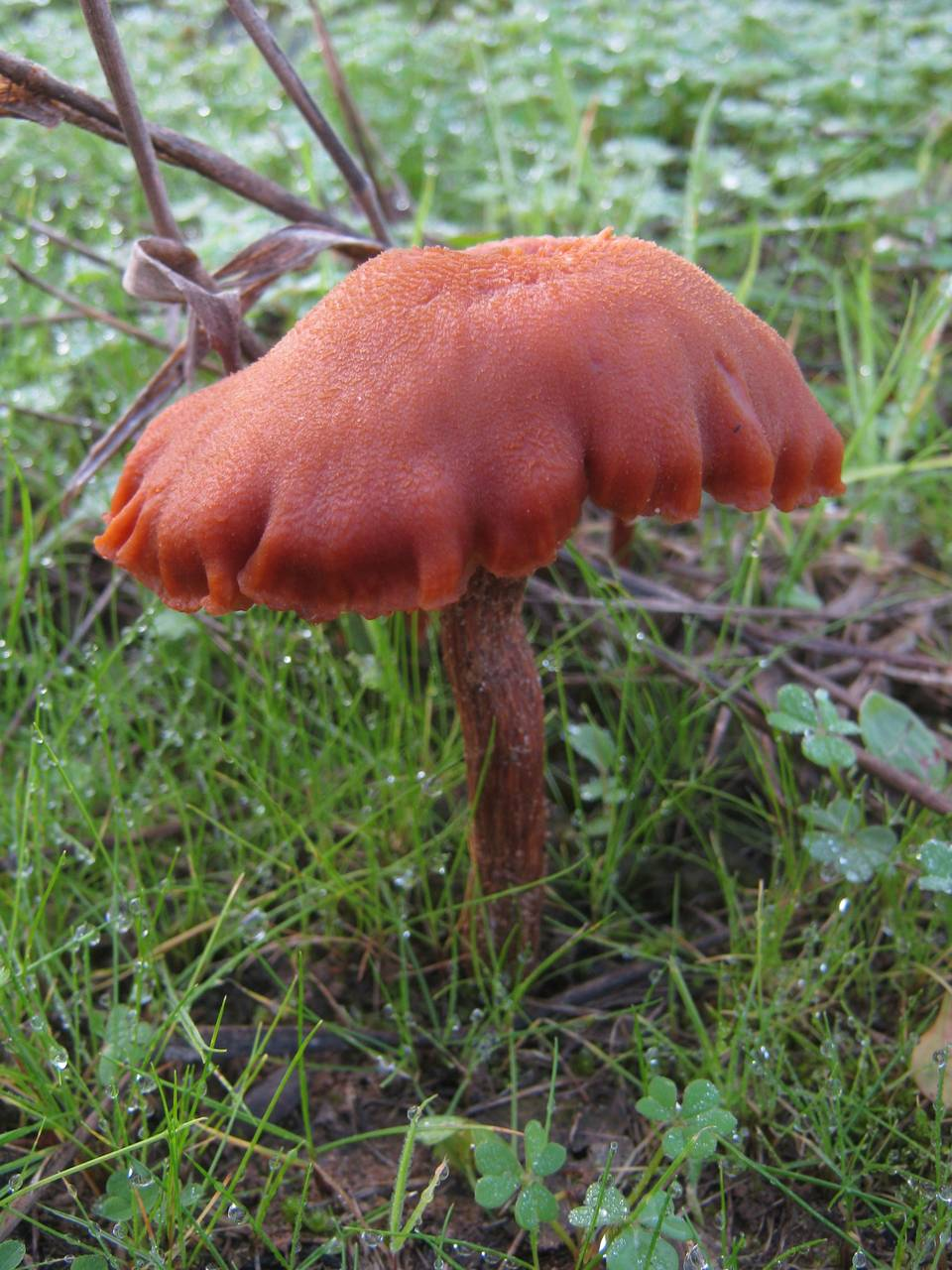
Laccaria proxima